# Белвілл (Північна Кароліна)
Белвілл (англ. Belville) — місто (англ. town) в США, в окрузі Брансвік штату Північна Кароліна. Населення — 2406 осіб (2020).

## Географія
Белвілл розташований за координатами 34°13′10″ пн. ш. 77°59′55″ зх. д. / 34.21944° пн. ш. 77.99861° зх. д. (34.219348, -77.998593).  За даними Бюро перепису населення США в 2010 році місто мало площу 4,78 км², з яких 4,28 км² — суходіл та 0,50 км² — водойми.

## Демографія
Згідно з переписом 2010 року, у місті мешкало 1936 осіб у 745 домогосподарствах у складі 550 родин. Густота населення становила 405 осіб/км².  Було 787 помешкань (165/км²).
Расовий склад населення:
| - 77,1 % — білих - 17,3 % — чорних або афроамериканців - 1,0 % — азіатів - 0,4 % — корінних американців - 0,1 % — вихідців з тихоокеанських островів - 2,0 % — осіб інших рас |

До двох чи більше рас належало 2,1 %. Частка іспаномовних становила 4,9 % від усіх жителів.
За віковим діапазоном населення розподілялося таким чином: 26,5 % — особи молодші 18 років, 65,2 % — особи у віці 18—64 років, 8,3 % — особи у віці 65 років та старші. Медіана віку мешканця становила 35,0 року. На 100 осіб жіночої статі у місті припадало 99,6 чоловіків;  на 100 жінок у віці від 18 років та старших — 96,3 чоловіків також старших 18 років.
Середній дохід на одне домашнє господарство  становив 75 327 доларів США (медіана — 62 632), а середній дохід на одну сім'ю — 81 091 долар (медіана — 72 059). Медіана доходів становила 48 500 доларів для чоловіків та 35 714 долари для жінок. За межею бідності перебувало 4,1 % осіб, у тому числі 2,1 % дітей у віці до 18 років та 2,6 % осіб у віці 65 років та старших.
Цивільне працевлаштоване населення становило 1160 осіб. Основні галузі зайнятості: освіта, охорона здоров'я та соціальна допомога — 23,3 %, роздрібна торгівля — 11,4 %, науковці, спеціалісти, менеджери — 9,7 %, виробництво — 9,1 %.